# Reichsratswahl 1870/71

Reichsteile und Kronländer der Österreichisch-Ungarischen Monarchie:
Cisleithanien
Transleithanien
Bosnien und Herzegowina (erst 1878 von Österreich-Ungarn verwaltet)

Die Reichsratswahl 1870/71 war die zweite Reichsratswahl in Cisleithanien nach Ausscheiden Ungarns aus dem österreichischen Staat.

## Wahlsystem
Die Mandatare wurden nicht direkt, sondern von den Landtagen der im Reichsrate vertretenen Königreiche und Länder gewählt. Die Abgeordnetenzahl war mit 203 festgelegt; davon entfielen 54 auf Böhmen, 38 auf Galizien, Lodomerien und Krakau, 22 auf Mähren und 18 auf Österreich unter der Enns. 1873 wurde die Zahl der Abgeordneten auf Antrag des liberalen Ministeriums Adolf von Auersperg von 203 auf 353 erhöht und das Kurienwahlrecht eingeführt.